# 圣罗曼欧蒙多尔
圣罗曼欧蒙多尔（法語：Saint-Romain-au-Mont-d'Or，法語發音：[sɛ̃ ʁɔmɛ̃ o mɔ̃ dɔʁ] ⓘ，意为“在奥尔山的圣罗曼”）是法国里昂大都会的一个市镇，属于里昂区。

## 地理
圣罗曼欧蒙多尔（45°50'15"N, 4°49'22"E）面积2.62 平方千米，位于法国奥弗涅-罗讷-阿尔卑斯大区里昂大都会，后者为法国的一个特殊地位集体，自2015年脱离罗讷省成立，位于法国中东部，中心城市为里昂。
与圣罗曼欧蒙多尔接壤的市镇（或旧市镇、城区）包括：库宗欧蒙多尔、科隆日欧蒙多尔、索恩河畔罗什塔耶、圣西尔欧蒙多尔。
圣罗曼欧蒙多尔的时区为UTC+01:00、UTC+02:00（夏令时）。

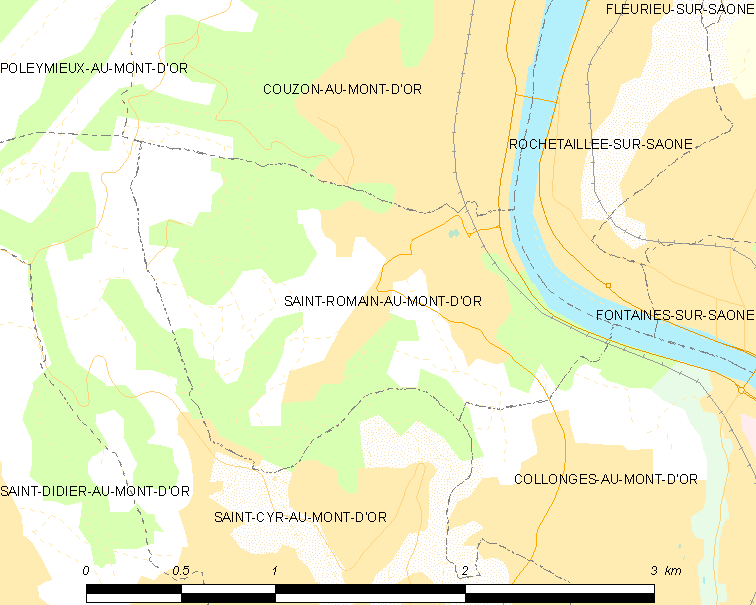
圣罗曼欧蒙多尔的OSM定位图

## 行政
圣罗曼欧蒙多尔的邮政编码为69270，INSEE市镇编码为69233。

## 政治
圣罗曼欧蒙多尔的现任市长为纪尧姆·马洛（Guillaume Malot）先生，任期为2020-2026年。

## 人口

1962-2008年间圣罗曼欧蒙多尔人口变化图示

圣罗曼欧蒙多尔于2022年1月1日时的人口数量为1241人。